# Vanillil-alcol ossidasi
La vanillil-alcol ossidasi è un enzima appartenente alla classe delle ossidoreduttasi, che catalizza la seguente reazione:
vanillil alcol + O2 ⇄ vanillina + H2O2
La vanillil-alcol ossidasi di Penicillium simplicissimum contiene un FAD legato covalentemente. Converte un ampio raggio di 4-idrossibenzil alcoli e 4-idrossibenzilammine nelle corrispondenti aldeidi. Il gruppo allilico dei 4-allilfenoli è anche convertito nel gruppo -CH=CH-CH2OH.